# Fryderyka Aleksandra Moszyńska
Fryderyka Aleksandra Moszyńska (ur. 27 października 1709 w Dreźnie; zm. 16 grudnia 1784 tamże) – nieślubna córka króla Polski Augusta II Mocnego i hrabiny Cosel.
W 1730 roku poślubiła Jana Kantego Moszyńskiego. Miała dwóch synów: Augusta Fryderyka i Fryderyka Józefa.

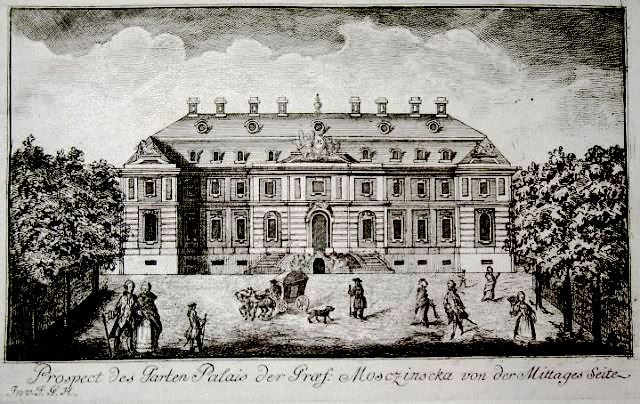
Niezachowany pałac Moszyńskiej w Dreźnie ok. 1750 roku

W 1750 roku posiadała starostwo inowłodzkie.